# Mitte (Zwickau)
Mitte ist ein Stadtbezirk von Zwickau und liegt im Zentrum von Zwickau.
Zu dem Stadtbezirk gehören die Stadtteile Innenstadt, Mitte-Nord, Mitte-West (historische Westvorstadt), Mitte-Süd (historische Südvorstadt) und Nordvorstadt.